# Louis Lorimy
Pour les articles homonymes, voir Lorimy.
Louis Lorimy est un homme politique français né le 15 janvier 1850 à Châtillon-sur-Seine (Côte-d'Or) et décédé le 18 août 1934 à Coulommiers (Seine-et-Marne).

## Biographie
Médecin, il s'installe en 1878 à Coulommiers dont il devient conseiller municipal. Il est député de Seine-et-Marne de 1909 à 1919, inscrit au groupe radical-socialiste. Il s'investit surtout dans la commission de l'armée et dans celle des pensions civiles et militaires.

## Sources
- « Louis Lorimy », dans le Dictionnaire des parlementaires français (1889-1940), sous la direction de Jean Jolly, PUF, 1960 [détail de l’édition]